# Тајно друштво
Тајно друштво је група у коју спадају било које од бројних друштава којима појединци приступају полагањем заклетве, а посвећена су братству (или сестринству), моралној дисциплини и међусобној помоћи. Таква друштва често врше обред иницијације чији је циљ да упозна нове чланове са правилима групе. Чланови се регрутују или тако што их контактира вођа друштва, или потенцијални чланови сами открију друштво и место где се крију и онда се придруже или пролази тест свесно или несвесно у којем показује своју достојанстевност да буде члан. Нека од тајних друштава су: Црна рука, Илуминати, Питагорејци, Сионски Приорат, Темплари, Масони...
Друштво може, али не мора покушати да сакрије своје постојање. Термин обично искључује прикривене групе, као што су обавештајне агенције или побуњенике герилског рата, који скривају своје активности и чланство, али одржавају јавно присуство.

## Дефиниције
Тачне квалификације за означавање групе као тајног друштва су спорне, али дефиниције се генерално ослањају на степен у којем организација инсистира на тајности, и могу укључивати задржавање и преношење тајног знања, порицање чланства или сазнања о групи, стварање личних веза између чланова организације и коришћење тајних обреда или ритуала који учвршћују чланове групе.
Антрополошки и историјски, тајна друштва су била дубоко повезана са концептом Манербунда, потпуно мушког „ратничког бенда“ или „ратничког друштва“ предмодерних култура (видети Х. Шурц, Alterklassen und Männerbünde, Берлин, 1902. А. Ван Генеп, Обреди прелаза, Чикаго, 1960).
Предложено је наводно „породично стабло тајних друштава“, иако то вероватно није свеобухватно.
Алан Акселрод, аутор Међународне енциклопедије тајних друштава и братских редова, дефинише тајно друштво као организацију која:
- је ексклузивна
- тврди да поседује посебне тајне
- показује снажну склоност да фаворизује своје чланове.

Историчар Ричард Б. Спенс са Универзитета у Ајдаху понудио је сличну троделну дефиницију:
- Постојање групе се обично не чува у тајности, али нека веровања или обичаји су скривени од јавности и захтевају заклетву на тајност и лојалност да би се научили.
- Група обећава супериоран статус или знање члановима.
- Чланство у групи је на неки начин рестриктивно, на пример по раси, полу, верској припадности или само по позиву.

Спенс такође предлаже поткатегорију „Елитних тајних друштава“ (састављених од људи са високим приходима или друштвено утицајних људи), и примећује да тајна друштва имају честу, ако не и универзалну тенденцију ка фракционизму, сукобима и тврдњама о пореклу старијем него што се може поуздано документовати. Спенсова дефиниција укључује групе које се традиционално сматрају тајним друштвима (слободни зидари и розенкројцери) и друге групе које нису тако традиционално класификоване, као што су одређене групе организованог криминала (мафија), верске групе (Ред убица и Телема) и политички покрети (бољшевици и Друштво црног змаја).
Дејвид В. Барет, аутор књиге Тајна друштва: од древних и тајанствених до модерних и тајних, користио је алтернативне термине да дефинише шта квалификује тајно друштво. Он их је дефинисао као сваку групу која поседује следеће карактеристике:
- Има „пажљиво степенована и напредна учења“.
- Настава је „доступна само одабраним појединцима“.
- Учења воде до „скривених (и 'јединствених') истина”.
- Истине доносе „личне користи ван домашаја, па чак и разумевања неупућених“.

Барет наставља изјављујући да је „још једна карактеристика заједничка већини њих практиковање ритуала које нечлановима није дозвољено да посматрају, па чак ни да знају за њихово постојање“. Баретова дефиниција би искључила многе организације које се називају тајним друштвима; степенована настава обично није део Америчких колеџ братстава, Карбонара или Know Nothing из 19. века.
Историчар Џаспер Ридли тврди да је масонерија „најмоћније светско тајно друштво.“
Организација „Опус Деј“ (латински „Дело Божије“) је приказана као „тајно друштво“ католичке цркве. Критичари као што је језуита Владимир Ледоховски понекад називају Опус Деј католичким (или хришћанским или „белим“) обликом слободног зидарства. Други критичари називају Опус Деј „Светом мафијом“ или „Санта мафијом“, јер је организација повезана са различитим сумњивим праксама, укључујући интензивно „испирање мозга“ својих чланова за експлоатацију радне снаге, као и директну умешаност чланова у тешке злочине као што је трговина бебама у Шпанији под диктатором Франциском Франком.

## Области

### Политика
Пошто нека тајна друштва имају политичке циљеве, она су илегална у неколико земаља. Италија (Устав Италије, одељак 2, чланови 13–28) и Пољска, на пример, у својим уставима забрањују тајне политичке странке и политичке организације.

### Факултети и универзитети
Многа студентска друштва основана на универзитетским кампусима у Сједињеним Државама сматрана су тајним друштвима. Можда једно од најпознатијих тајних колеџшких друштава је Лобања и кости на Универзитету Јејл. Утицај додипломских тајних друштава на колеџима као што су Харвард колеџ, Универзитет Корнел, Дартмут колеџ, Универзитет Емори, Универзитет Чикага, Универзитет Вирџиније, Универзитет Џорџтаун, Универзитет Њујорка, и Велсли колеџ је био јавно признат, иако анонимно и опрезно, још од 19. века.
Британски универзитети, такође, имају дугу историју тајних друштава или квази-тајних друштава, као што су Пит клуб на Универзитету Кембриџ, Булингдон клуб на Оксфордском универзитету и 16' клуб на Сент Дејвид колеџу. Још једно британско тајно друштво су Кембриџ апостоли, основано као друштво за есеје и дебате 1820. Нису сви британски универзитети домаћини искључиво академских тајних друштава, јер су Ноћним пењачима са Кембриџа и онима са Оксфорда потребни мозак и мишићи.